# Isola di Wrangell
Wrangell Island  fa parte dell'arcipelago Alessandro nell'Alaska sud-orientale. Amministrativamente appartiene al Borough di Wrangell (City and Borough of Wrangell). L'isola si trova all'interno della Tongass National Forest.
L'insediamento più importante dell'isola è la città di Wrangell, che si trova sulla punta settentrionale dell'isola di fronte alla foce del fiume Stikine, mentre l'unico altro centro abitato è Thoms Place, a sud-ovest, lungo lo Zimovia Strait. Secondo il censimento del 2000 la popolazione dell'isola ammontava a 2 401 abitanti.
L'isola è in gran parte ricoperta da foreste e vi è un'abbondante presenza di fauna selvatica. La pesca e l'estrazione mineraria sono vietate sull'isola. Una segheria è stata chiusa negli anni novanta. L'isola è circondata da aree ricreative, come la foce del fiume Stikine.

## Geografia
Wrangell, che si trova a sud della foce dello Stikine, è separata dalla terraferma (a est) dai canali Eastern Passage e Blake Channel e a sud dall'Ernest Sound. È completamente circondata da altre isole: a nord-ovest Mitkof Island; a ovest, separate dallo Zimovia Strait, le isole Woronkofski e Etolin.
Le sue dimensioni sono di 48 km in lunghezza e da 8 a 23 in larghezza, per una superficie di 559,9 km2, che ne fanno la ventinovesima isola degli Stati Uniti per estensione. L'altezza massima è di 991 m.

### Masse d'acqua
Intorno all'isola sono presenti le seguenti masse d'acqua (da nord in senso orario):
- Canale di Eastern (Eastern Passage)[4] 56°28′38″N 132°17′48″W - Il canale collega a nord-ovest lo stretto di Zimovia (Zimovia Strait) con a sud il canale di Blake (Blake Channel) e divide l'isola dal continente. Nel canale sono presenti le seguenti masse d'acqua:
  - Baia di Earl West (Earl West Cove)[5] 56°20′35″N 132°08′17″W - Si trova nella parte più meridionale del canale di Eastern.
  - Gli stretti (The Narrows)[6] 56°22′08″N 132°06′01″W - Collega il canale di Eastern (Eastern Passage) con il canale di Blake (Blake Channel).
- Canale di Blake (Blake Channel)[7] 56°18′40″N 131°59′20″W - Il canale collega a nord il canale di Eastern (Eastern Passage) con a sud il canale di Bradfield (Bradfield Canal) e divide l'isola Wrangell dal continente.
- Canale di Bradfield (Bradfield Canal)[8] 56°12′27″N 131°43′45″W - Il canale collega a nord il canale di Blake (Blake Channel) con a ovest il canale di Ernest (Ernest Sound) e divide l'isola dal continente.
- Canale di Ernest (Ernest Sound)[9] 55°59′38″N 132°04′40″W - Il canale collega a nord il canale di Bradfield (Bradfield Canal) con a sud lo stretto di Zimovia (Zimovia Strait) e divide l'isola dal continente. Nel canale sono presenti le seguenti masse d'acqua:
  - Fiordo di Fools (Fools Inlet)[10] 56°12′15″N 132°01′24″W - Il fiordo è lungo 6,4 chilometri.
  - Baia di Southeast (Southeast Cove)[11] 56°08′06″N 132°02′55″W - La baia si trova all'estremità più meridionale dell'isola.
- Stretto di Zimovia (Zimovia Strait)[12] 56°13′03″N 132°19′42″W - Lo stretto collega a sud il canale di Ernest (Ernest Sound) con a nord il canale di Eastern (Eastern Passage) e divide l'isola Wrangell dall'isola di Etolin. Nello stretto sono presenti le seguenti masse d'acqua:
  - Baia di Thoms (Thoms Place)[13] 56°10′07″N 132°07′54″W
  - Baia di Shoemaker (Shoemaker Bay)[14] 56°23′54″N 132°20′23″W

### Promontori
Sull'isola sono presenti alcuni promontori (da nord in senso orario):
- Canale di Eastern (Eastern Passage):
  - Promontorio di Highfield (Point Highfield)[15] 56°29′13″N 132°23′06″W - L'elevazione del promontorio, il punto più settentrionale dell'isola, è di 35 metri.
  - Promontorio di Polk (Polk Point)[16] 56°29′07″N 132°21′33″W
- Canale di Blake (Blake Channel):
  - Promontorio di Capel (Capel Point)[17] 56°19′06″N 131°59′59″W - L'elevazione del promontorio è di 23 metri.
- Stretto di Zimovia (Zimovia Strait)
  - Promontorio di Thoms (Thoms Point)[18] 56°07′04″N 132°04′18″W - L'elevazione del promontorio, il punto più meridionale dell'isola, è di 14 metri. Di fronte al promontorio si trova l'isola di Found (Found island).
  - Promontorio di Nemo (Nemo Point)[19] 56°17′04″N 132°21′42″W - L'elevazione del promontorio è di 39 metri.
  - Promontorio di Cemetery (Cemetery Point)[20] 56°27′16″N 132°22′51″W - L'elevazione del promontorio è di 22 metri. Il promontorio si trova a sud della cittadina di Wrangell.
  - Promontorio di Shekesti (Point Shekesti)[21] 56°27′51″N 132°22′58″W - Il promontorio indica l'entrata nel porto della cittadina di Wrangell.

### Laghi e lagune
Alcuni laghi presenti sull'isola (le misure possono essere indicative - la seconda dimensione in genere è presa ortogonalmente alla prima nel suo punto mediano):
| Nome del lago                    | Quota (m s.l.m.) | Dimensioni in chilometri (lunghezza x larghezza) | Coordinate             | Note                                                                  |
| -------------------------------- | ---------------- | ------------------------------------------------ | ---------------------- | --------------------------------------------------------------------- |
| Lago di Pats (Pats Lake)         | 43               |                                                  | 56°20′57″N 132°20′12″W | Le acque del lago sfociano nello stretto di Zimovia (Zimovia Strait). |
| Lago di Highbush (Highbush Lake) | 177              |                                                  | 56°19′43″N 132°04′54″W |                                                                       |
| Lago di Long (Long Lake)         | 134              |                                                  | 56°16′02″N 132°06′33″W |                                                                       |
| Lago di Thoms (Thoms Lake)       | 86               | 2,4 x 1,3                                        | 56°13′57″N 132°14′41″W |                                                                       |

### Monti
Elenco dei monti presenti nell'isola:
| Nome del monte                      | Quota (m s.l.m.) | Coordinate                                                           |
| ----------------------------------- | ---------------- | -------------------------------------------------------------------- |
| Colle Dewey (Dewey Hill)            | 68               | 56°28′34″N 132°23′01″W - Il colle è a nord dell'abitato di Wrangell. |
| Picco di Chichagof (Chichagof Peak) | 747              | 56°22′23″N 132°20′15″W                                               |

Altri rilievi montuosi (anonimi) e più alti sono presenti nell'isola.

### Fiumi e cascate
Principali fiumi dell'isola (le coordinate si riferiscono alla foce):
- Cascata di Rainbow (Rainbow Falls)[29] 56°25′22″N 132°19′58″W - La cascata si trova a 170 m s.l.m.. Le sue acque si gettano del fiume Institute (Institute Creek).
- Fiume Institute (Institute Creek)[30] 56°24′58″N 132°20′38″W - Il fiume sfocia nella baia di Shoemaker (Shoemaker Bay).
- Fiume Pat (Pat Creek)[31] 56°20′31″N 132°20′17″W - Il fiume attraverso il lago Pats (Pats Lake) sfocia nello stretto di Zimovia (Zimovia Strait).
- Fiume Salamander (Salamander Creek)[32] 56°21′19″N 132°10′44″W - Il fiume sfocia nella parte meridionale del canale di Eastern (Eastern Passage), di fronte all'isola Channel (Channel island).
- Fiume McCormack (McCormack Creek)[33] 56°18′40″N 132°20′46″W - Il fiume sfocia nello stretto di Zimovia (Zimovia Strait).
- Fiume Earl West (Earl West Creek)[34] 56°20′28″N 132°08′03″W - Il fiume sfocia nella baia di Earl West (Earl West Cove).
- Fiume Fools (Fools Creek)[35] 56°13′40″N 132°03′12″W - Il fiume sfocia nel fiordo di Fools (Fools Inlet).
- Fiume Thoms (Thoms Creek)[36] 56°10′58″N 132°08′53″W - Il fiume sfocia nella baia di Thoms (Thoms Place).

### Parchi
Sull'isola sono presenti le seguenti aree protette:
- Thoms Place State Marine Park (56°10′46″N 132°08′51″W): è un parco marino statale di 484 ettari posizionato all'estremità sud ovest dell'isola. L'area offre un rifugio sicuro per le navi della zona ma anche a diversi uccelli acquatici e costieri. Nel parco possono essere svolte le attività di campeggio, pesca, kayak, canottaggio e l'osservazione della fauna selvatica. Non è raggiunto da nessuna strada.[37]

## Strade, sentieri e accessi
Alcune strade collegano la cittadina di Wrangell con altre località:
- verso nord la strada (un anello) "Airport Rd" collega il centro abitato con il locale aeroporto 56°29′08″N 132°22′44″W (1,5 chilometri circa);
- verso sud-est la strada "Ishiyama Dr" (o anche "Spur Rd") collega Wrangell con la località situata a metà del canale di Eastern (Eastern Passage) 56°27′37″N 132°17′12″W (6 chilometri circa);
- verso sud la strada "Zimovia Hwy" collega Wrangell con alcune località lungo lo stretto di Zimovia (Zimovia Strait) 56°18′34″N 132°19′56″W (20 chilometri circa);
- dal lago di Pats (Pats Lake - 56°20′57″N 132°20′12″W) la strada Pat Creek Rd attraversa l'isola (da ovest a est) fino al canale di Eastern (Eastern Passage);
- più a sud, alla fine della "Zimovia Hwy" 56°18′34″N 132°19′56″W la strada "6265" chiamata poi "Vista Thoms Lake Rd" raggiunge la baia di Earl West (Earl West Cove - 56°20′35″N 132°08′17″W) dall'altra parte dell'isola;
- dalla "Vista Thoms Lake Rd" 56°18′54″N 132°08′36″W si divide la strada "Fool's Inlet Rd" che prosegue verso sud fino al fiordo di Fools (Fools Inlet) 56°12′15″N 132°01′24″W;
- quasi alla fine della strada "Fool's Inlet Rd" 56°14′28″N 132°06′39″W si divide la strada "Thoms Creek Rd" che finisce in prossimità del lago di Thoms (Thoms Lake) 56°13′57″N 132°14′41″W;
- nel ratto più meridionale della "Vista Thoms Lake Rd" 56°18′14″N 132°13′27″W si divide la strada "Nemo" (o anche "Thoms Lake Road") che raggiunge più a sud i pressi del lago di Thoms (Thoms Lake) 56°13′57″N 132°14′41″W; la strada si congiunge con la strada "Nemo-Skip Loop Rd" (o anche "Nemo Point Road") che ripiegando verso nord si ricongiunge con la strada "Zimovia Hwy".

Sulle mappe locali sono segnati alcuni sentieri naturalistici:
- "Thoms Lake Trail": è un sentiero di ghiaia (largo mezzo metro e lungo circa 2 chilometri) il cui inizio è lungo la strada "Nemo-Skip Loop Road" 56°15′13″N 132°15′11″W e il termine è nei pressi del lago di Thoms (Thoms Lake) 56°13′57″N 132°14′41″W.[39]
- "Salamander Ridge Trail": è un breve sentiero (meno di 2 chilometri) situato nella parte centrale dell'isola; si accede dalla "Vista Thoms Lake Rd". Al termine il sentiero fornisce una eccellente visione del canale di Eastern (Eastern Passage) 56°21′26″N 132°13′01″W.[40]

All'isola si può accedere per via aerea (aeroporto di Wrangell 56°29′02″N 132°22′04″W) oppure via mare tramite i percorsi della società di navigazione Alaska Marine Highway con collegamenti a nord verso Petersburg e a sud verso Ketchikan.

## Storia
Il primo europeo a avvistare l'isola, nel 1793, fu James Johnstone, uno degli ufficiali di George Vancouver durante la sua spedizione del 1791-1795. Egli tracciò solo la costa orientale, non rendendosi conto che si trattava di un'isola.
L'isola venne poi occupata nel 1834 dai russi. Nel 1848 il Dipartimento idrografico russo ne pubblica il nome come Ostrov Vrangelja (Остров Врангеля) in onore del barone Ferdinand von Wrangel, ammiraglio ed esploratore tedesco baltico al servizio della Russia. Secondo quanto riporta il capitano Michail Teben'kov il nome indiano dell'isola era Kachkhanna. Dal 1867 al 1877 venne utilizzata come postazione militare, per poi diventare un punto di equipaggiamento per cacciatori ed esploratori, e per i minatori che utilizzavano il fiume Stikine per arrivare nello Yukon.